# フォリフォリ
フォリフォリ（Folli Follie）とは、ギリシャ発祥のファッションブランド。宝飾、腕時計、鞄などを取り扱う。日本ではウィン・ハン・ダイヤモンド・ジャパン株式会社が展開している。
1982年に宝飾ブランドとしてギリシャで生まれた。1994年より腕時計の取り扱いを開始。1995年には国外初の店舗を日本にオープンした。1997年、アテネ証券取引所に上場。
ブランドのテーマカラーはオレンジ色。
「アフォーダブルでファッショナブルなラグジュアリー」をコンセプトに、手の届く高級ブランドとしてエレガントかつラグジュアリーなデザインとハイクオリティのプロダクトを提供することを目指している。

## デザイン
毎年、春夏・秋冬の2回、新作を発表している。
ケティ・クーチョリューチョスがイメージディレクターとして1982年当時から参加している。宝飾品はギリシャのほか香港、タイ、イタリアなどで作られているほか、時計など他の商品も日本をはじめ各国で製造されている。

## 不祥事
2018年5月、ギリシャのフォリフォリ本体がアメリカのヘッジファンドから粉飾決算の疑いがあると指摘された。

## 日本での展開
日本国内では2021年1月末までは株式会社フォリフォリジャパン、2021年2月1日以降はウィン・ハン・ダイヤモンド・ジャパン株式会社が全国に展開し、輸入・販売を行っている。

### フォリフォリジャパン
1985年4月11日、エターナル株式会社設立。
1995年、フォリフォリの独占販売権を獲得。
2000年、ギリシャのフォリフォリ本体からの資本参加を受け、フォリフォリジャパン株式会社へ商号を変更。
2006年2月期に売上高約55億3300万円を計上。
2008年1月、ギリシャの本社によって完全子会社化される。
2015年9月18日、新しいクリエイティブコンセプトがベースとなった銀座店をオープン。
2018年11月15日、本社を六本木から神宮前に移転。
2021年2月1日、ウィン・ハン・ダイヤモンド・ジャパンへの業務継承。
2021年2月19日、東京地方裁判所へ破産を申請。同日付で破産手続開始決定を受けた。
2022年12月15日、清算結了、法人格消滅。

### ウィン・ハン・ダイヤモンド・ジャパン
2019年4月、設立
2021年2月1日、フォリフォリジャパンから業務を継承。
2023年10月31日に大阪の大丸梅田店を閉店、11月20日にZOZOTOWN店を閉店、11月29日に東武百貨店池袋店を閉店、11月30日に自社ECサイトを一時休止したことで、すべての店舗が閉店した。